# 各務耕司
各務 耕司（かかむ こうじ、1977年6月7日 - ）は、日本の柔道家、柔道指導者。現サウジアラビアオリンピック委員会柔道競技ヘッドコーチ。小学生時代に柔道を始め、中学、高校、大学を通じて数々の大会で活躍。その後、愛知県警察や全日本柔道連盟でのコーチとしても多くの功績を残している。特にジュニア選手の育成に尽力し、多数の選手を国際大会でのメダリストに導いた。

## 略歴
岐阜県瑞浪市出身。小学3年生のとき、腕の骨折をきっかけに柔道を勧められ瑞浪修徳館で柔道を始める。
小学6年生では、全国少年柔道大会（団体戦）で全国3位に入賞し、優秀選手賞を受賞。個人戦でもベスト8入りを果たす。
瑞浪中学校に進学。中学3年生時には、全中予選で岐阜県優勝、全国大会でベスト8、東海大会では2位となる。（いずれも78kg級での成績）。
天理高校柔道部部長であった野村基次氏（オリンピック3冠の野村忠宏氏の父）からの勧誘を受け、同高校に進学。
同志社大学進学し、全日本大学選手権では個人でベスト16に入る。
大学卒業後は愛知県警察柔道チームに選手として所属し全日本警察選手権3位入賞。
2007年からは同チームのコーチ、後にヘッドコーチとして活躍。
2024年に愛知県警の職を辞し、2025年1月からサウジアラビア代表のヘッドコーチに就任。

## 出身校
- 瑞浪市立瑞浪小学校卒業
- 瑞浪市立瑞浪中学校卒業
- 天理高等学校卒業
- 同志社大学卒業

## 戦績
- 1989年 全日本小学生大会3位（団体戦）
- 1992年 全日本中学生大会5位（個人戦）
- 1994年 国民体育大会2位（団体戦）
- 1994年 全日本高校選手権2位（団体戦）
- 1995年 全日本高校選手権3位（団体戦）
- 1999年 全日本大学選手権ベスト16（個人戦）
- 2001年 全日本警察選手権3位（個人戦）
　　　　講道館杯出場
- 2003年 全日本警察選手権3位（個人戦）
　　　　講道館杯出場

## コーチとしての実績

### ジュニアコーチとして参加した世界ジュニア
- 2017年 ザグレブ世界ジュニア選手権
個人戦: 金メダル2個、銅メダル4個
団体戦: 金メダル

- 2018年 バハマ世界ジュニア選手権
個人戦: 金メダル2個、銀メダル3個、銅メダル3個
団体戦: 金メダル

- 2019年 マラケシュ世界ジュニア選手権
個人戦: 金メダル2個、銀メダル1個、銅メダル1個
団体戦: 金メダル

### ジュニアヘッドコーチとして参加した世界ジュニア
- 2022年 グアヤキル世界ジュニア選手権
個人戦：金メダル3個、銀メダル1個
団体戦: 金メダル

- 2023年 オディベーラス世界ジュニア選手権
個人戦：金メダル5個、銅メダル2個
団体戦：金メダル

- 2024年 ドゥシャンベ世界ジュニア選手権
個人戦：金メダル4個、銅メダル3個
団体戦：金メダル[4]

### ジュニアコーチとして参加した世界カデ
- 2017年 サンディエゴ世界カデ選手権
個人戦: 金メダル1個、銀メダル2個、銅メダル2個
団体戦: 銅メダル

- 2019年 アルマティ世界カデ選手権
個人戦: 金メダル2個、銀メダル1個、銅メダル2個
団体戦: 金メダル

### ジュニアヘッドコーチとして参加した世界カデ
- 2022年 サラエボ世界カデ選手権
個人戦: 金メダル1個、銅メダル3個

- 2023年 ザグレブ世界カデ選手権
団体戦: 銅メダル

- 2023年 リマ世界カデ選手権
個人戦: 銅メダル2個
団体戦: 金メダル

- 2019～2023年 ユニバーシアード 
個人戦: 金メダル9個、銀メダル5個、銅メダル3個
団体戦: 金メダル1個、銅メダル1個

### その他
パリオリンピックや東京オリンピック、世界選手権、グランドスラムなどに帯同し、金メダル等の成績を収めた。

## 資格
- 柔道 七段（講道館）
- 全日本柔道連盟認定指導者Aライセンス
- 全日本柔道連盟認定審判員Aライセンス
- 国際柔道連盟（IJF）認定指導者資格
- 日本スポーツ協会公認柔道指導者1級
- TOEIC 785点

## 受賞歴
- 2000年 警察庁長官賞（全国警察大会優勝、全勝勝）
- 2002年 警察庁長官賞（全国警察大会優勝、全勝勝）
- 2018年 文部科学大臣表彰（ユニバーシアード1位を指導）
- 2019年 文部科学大臣表彰（2018年世界ジュニア選手権1位を指導）[5]
- 2020年 文部科学大臣表彰（2019年世界ジュニア選手権1位を指導）
- 2023年 文部科学大臣表彰（2022年世界ジュニア選手権1位を指導）
- 2024年 文部科学大臣表彰（2023年世界ジュニア選手権1位、2024年パリオリンピック3位選手を指導）